# 光果石龙
光果石龙（学名：Lepironia mucronata）为莎草科石龙刍属下的一个种。

## 扩展阅读
- 維基物種上的相關：光果石龙